# سیارک ۲۴۹۹
سیارک ۲۴۹۹ (به انگلیسی: 2499 Brunk، نامگذاری:1978VJ7) دو هزار و چهارصد و نود و نهمین سیارک کشف شده‌است که در ۷ نوامبر ۱۹۷۸ کشف شد.
قدر مطلق سیارک برابر ۱۲٫۱۰ است.